# Lissodelphis
Genre
Statut CITES
Lissodelphis est un genre d'animaux du sous-ordre des odontocètes (cétacés à dents).

## Liste des espèces
- Lissodelphis borealis (Peale, 1848) - dauphin du Nord
- Lissodelphis peronii (Lacépède, 1804) - dauphin du Pérou

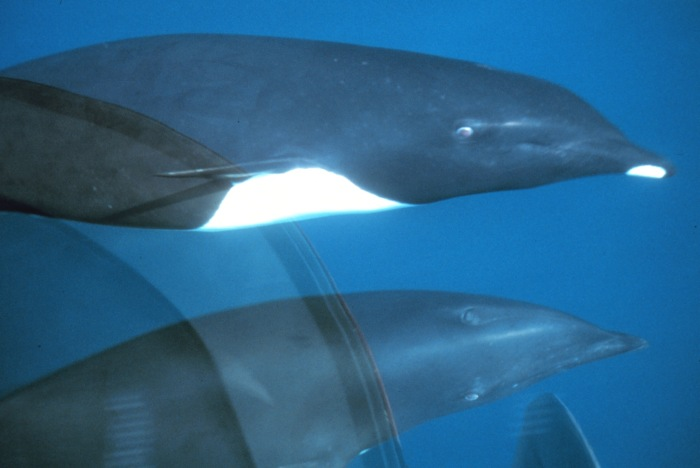
Lissodelphis borealis
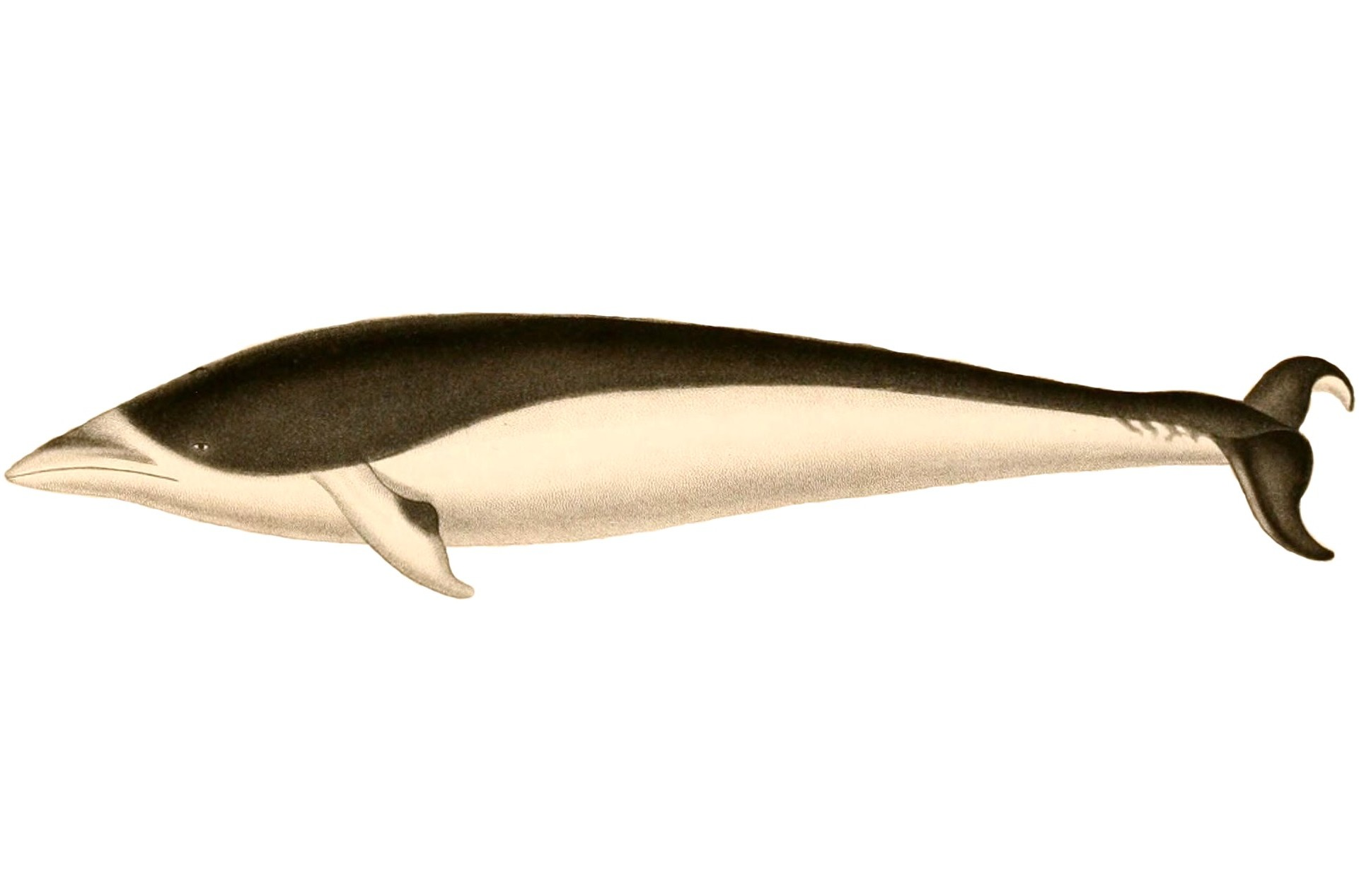
Lissodelphis peronii